# قشتالة والمنشف
مِنْطَقَةُ قَشْتَالَةَ والمَنْشَفِ أو والمنجى أو والمنشا (بالإسبانية: Castilla-La Mancha) منطقة تقع في وسط إسبانيا، من سبعة عشر مناطق حكم ذاتي في إسبانيا.
عاصمتها هي مدينة طليطلة، المنطقة مقسمة إلى خمس مقاطعات: البسيط، وثيوداد ريال، وقونكة، ووادي الحجارة وطليطلة.

## الجغرافيا
تقع قشتالة والمنشف في وسط إسبانيا تحدها من الشمال منطقة قشتالة وليون ومنطقة مدريد، ومن الجنوب منطقة مرسية ومنطقة أندلسية، ومن الشرق منطقة أرغون ومنطقة بلنسية، ومن الغرب منطقة إكستـريمادورا. تبلغ مساحة قشتالة والمنشف 79.463 كم² (ثالث أكبر منطقة من حيث المساحة في إسبانيا).

### الأنهار
أهم أنهار قشتالة والمنشف:
- نهر تاجة (Río Tajo)
- نهر يانة (Río Guadiana)
- الوادي الكبير (Río Guadalquivir)
- نهر شقورة (Río Segura)
- نهر شقر (Río Jucar)
- نهر خارامـا (Río Jarama)

## التقسيمات الإدارية
تنقسم منطقة قشتالة والمنشف إلى 5 مقاطعات رئيسية حسب قانون تقسيم أقاليم إسبانيا 1833، والتي تنقسم بدورها إلى 919 بلدية. والمقاطعات الخمسة هي:
| المقاطعة     | الاسم بالإسبانية | عدد السكان | عدد البلديات |
| ------------ | ---------------- | ---------- | ------------ |
| البسيط       | Albacete         | 402.318    | 87           |
| ثيوداد ريال  | Ciudad Real      | 530.175    | 102          |
| قونكة        | Cuenca           | 219.138    | 238          |
| وادي الحجارة | Guadalajara      | 256.461    | 288          |
| طليطلة       | Toledo           | 707.242    | 204          |